# Maurice Pion
Maurice Pion (ur. 11 września 1801 w Paryżu, zm. 14 lutego 1869 w Warszawie) – francuski tancerz baletowy, dyrektor baletu warszawskiego i kierownik szkoły baletowej w Warszawie, dyrektor wędrownego zespołu baletowego.

## Kariera teatralna
Rozpoczął karierę w teatrze "Ambigu" w Paryżu. W 1818 przybył z grupą francuskich tancerzy do Warszawy a następnie (do 1825 r.) był pierwszym tancerzem baletu warszawskiego. W 1823 r. wspólnie z Julią Mierzyńską pracował przy wystawieniu Wesela w Ojcowie jako baletmistrz. Po rocznym pobycie w Paryżu (1825-1826) powrócił do Warszawy i został mianowany dyrektorem baletu warszawskiego oraz kierownikiem szkoły baletowej. Po przejściu na emeryturę (1843) zorganizował własny zespół baletowy, wraz z którym odwiedzał różne miasta: Wilno, Mińsk Litewski, Kalisz, Mohylew, Kijów, Kiszynów, Odessę, Żytomierz i Charków. W 1847 r. nawiązał współpracę z Kajetanem Nowińskim. Od 1852 stałą siedzibą zespołu był Kijów.
Wystąpił m.in. w rolach: Merkurego (Nowa osada Terpsychory nad Wisłą), Pirrusa (Mars i Flora), Apollona (Trzy gracje). Jako baletmistrz wystawił balety: Uroczystość Flory, Myśliwi, Apollo i Midas, Młoda bohaterka, Rycerz i wieszczka, Mleczarka szwajcarska, Sylfida, Mimili, Syryjczycy, Paziowie księcia Vendome, Lucyperek, Herta, Stach i Zośka, w których również tańczył. Na scenie często posługiwał się spolszczonym imieniem: Moris lub Morys.

## Praca pedagogiczna
W 1833 r., będąc już kierownikiem szkoły baletowej, został wysłany przez zarząd Warszawskich Teatrów Rządowych do Paryża, gdzie przez sześć miesięcy studiował metody nauczania w tamtejszej operze. Po powrocie wdrożył nowoczesne metody nauki w szkole, które były stosowane odtąd przez kilkadziesiąt lat. Do grupy jego uczniów, wraz którymi organizował przedstawienia oparte na repertuarze nowości baletu europejskiego należeli m.in.: Eugenia Koss, Konstancja Turczynowicz, Teodora Gwozdecka, Karolina Wendt, Julia Trawna, Antoni Tarnowski, Aleksander Tarnowski i Feliks Krzesiński. 
Od 1834 r. prowadził lekcje tańca również w Instytucie Maryjskim w Warszawie. W okresie pobytu w Kijowie (po 1852 r.) zorganizował szkołę baletową w tym mieście. Następnie powrócił do Warszawy i w latach 1861−1864 pracował jako nauczyciel w szkole baletowej.

## Życie prywatne
Jego siostrą była aktorka i tancerka Eugenia Koss. W 1824 r. poślubił Aleksandrę Antoninę z Budzyńskich. Ich dzieci: Adela, Adolf Stanisław, Kornelia i Władysław Stanisław również były związane zawodowo z teatrem.

## Pochówek
Został pochowany na cmentarzu Powązkowskim. Pogrzeb odbył się 17 lutego 1869 roku.